# Cryptopimpla pleuralis
Cryptopimpla pleuralis là một loài tò vò trong họ Ichneumonidae.